# Notocerus
Notocerus is een geslacht van rechtvleugeligen uit de familie doornsprinkhanen (Tetrigidae). De wetenschappelijke naam van dit geslacht is voor het eerst geldig gepubliceerd in 1900 door Hancock.

## Soorten
Het geslacht Notocerus omvat de volgende soorten:
- Notocerus cornutus Hancock, 1907
- Notocerus formidabilis Günther, 1974